# Veolia Transport Nederland
Veolia Transport Nederland was een Nederlandse vervoersmaatschappij, onderdeel van het Franse Veolia Transport. Per 11 december 2016 beëindigde Veolia Transport zijn activiteiten in Nederland. De naam "Veolia" is afgeleid van Aeolus, de beschermer van de wind in de Griekse mythologie.

## Geschiedenis
In de zomer van 1997 liet Veolia Transport, toen CGEA geheten, voor het eerst van zich horen in Nederland door 70% belang te nemen in het noodlijdende Lovers Rail, dat een sterke partner zocht om de concurrentie met de toenmalige N.V. Nederlandse Spoorwegen aan te gaan.
CGEA had toen grote plannen met Lovers Rail het netwerk uit te breiden maar kreeg geen enkele medewerking en besloot in 1999 de stekker uit Lovers Rail te trekken, maar zag wel kans om voet aan de grond te krijgen in Nederland in het busvervoer, door de aankoop van de N.V. Brabantsche Buurtspoorwegen en Autodiensten (BBA) eind 2001. Intussen had CGEA een nieuwe naam: Connex. Na aankoop van Stadsbus Maastricht en het Limburgse deel van Arriva (onder de naam Limex) groeide Connex Nederland uit tot een van de grotere spelers in de Nederlandse OV-markt en intussen ook in het goederenvervoer. Veolia Transport Nederland won met BBA diverse openbaar vervoer-concessies, en kondigde in de zomer van 2005 aan weer met treinen te willen gaan rijden in Nederland, maar dan met goederentreinen. Op 15 april 2006, 7 jaar na het Lovers Rail-avontuur, reed Veolia haar eerste goederentrein over het Nederlandse spoor. Sinds 10 december 2006 verzorgde Veolia ook reizigerstreinen in Nederland, op twee regionale spoorlijnen in Limburg.
Het bedrijf was eigenaar van Personen- en Zorgvervoer Nederland (PZN), BBA, Stadsbus Maastricht en Limex. Deze merknamen zijn vervallen bij het ingaan van de nieuwe concessies in de betreffende regio's.
Veolia verkoopt al haar aandelen in Transdev, de Franse moedermaatschappij van Connexxion en Hermes, aan het Duitse Rethmann. “We krijgen daarmee twee financieel sterke aandeelhouders en daardoor kunnen we meer investeren”, aldus Bart Schmeink, topman bij Connexxion. Connexxion zet sterk in op duurzaam busvervoer, innovaties en nieuwe OV-concepten. Veolia trekt zich door deze deal helemaal terug uit het openbaar vervoer.

## Concessies

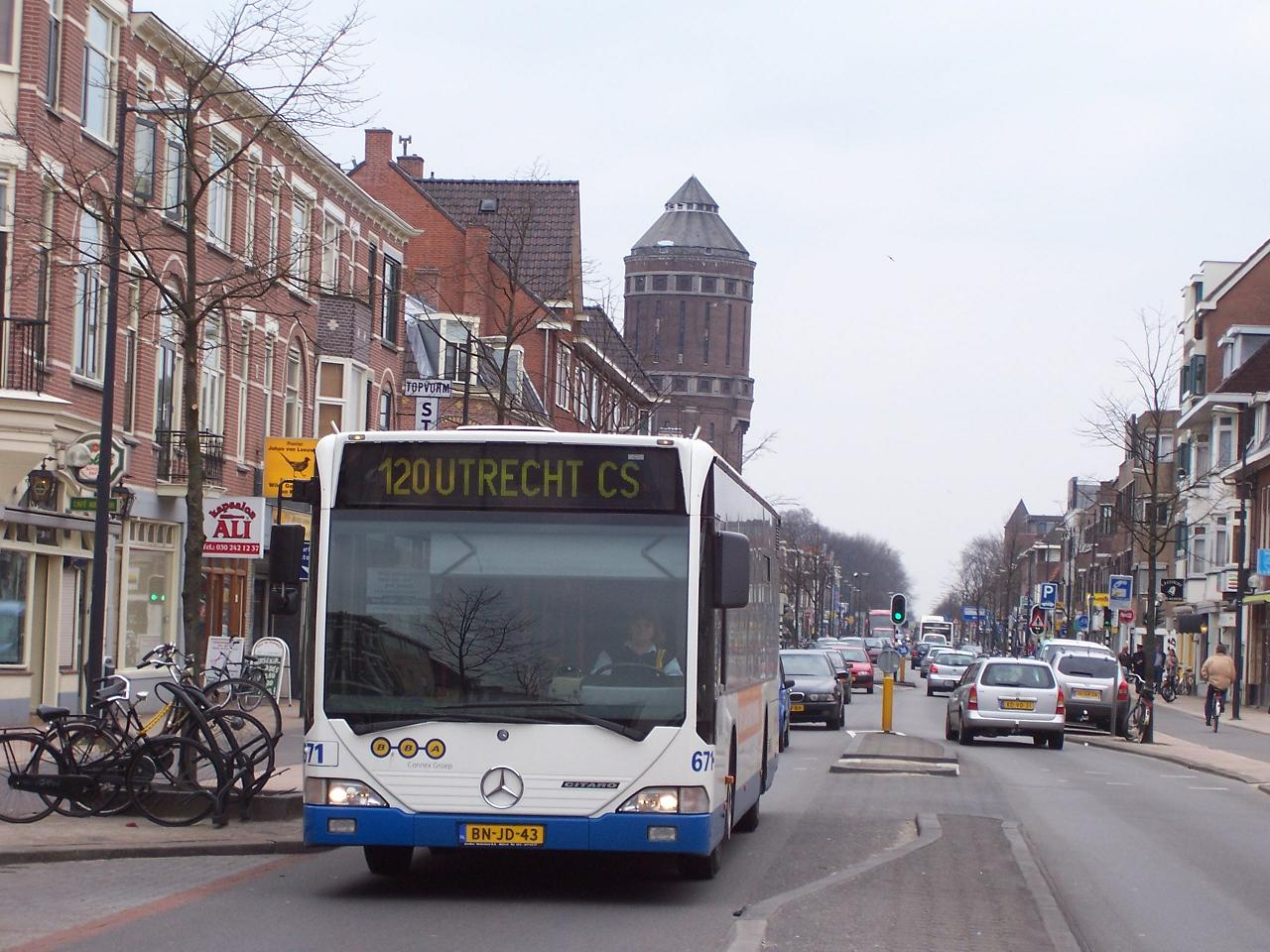
Veolia Transport verzorgt het Openbaar Vervoer in diverse provincies, hier als het inmiddels verdwenen BBA in Utrecht.

| Concessie                                                               | Modaliteit | OV-autoriteit           | Begindatum | Einddatum  |
| ----------------------------------------------------------------------- | ---------- | ----------------------- | ---------- | ---------- |
| Regionaal busvervoer Haaglanden Incl. stadsdiensten Zoetermeer en Delft | Bus        | Stadsgewest Haaglanden  | 30-08-2009 | 10-12-2016 |
| Noord- en Midden-Limburg Incl. Maaslijn                                 | Bus, trein | provincie Limburg       | 10-12-2006 | 10-12-2016 |
| Zuid-Limburg Incl. Heuvellandlijn                                       | Bus, trein | provincie Limburg       | 10-12-2006 | 10-12-2016 |
| Maaslijn Trajectdeel Nijmegen - Boxmeer                                 | Trein      | provincie Noord-Brabant | 10-12-2006 | 10-12-2016 |
| Fast ferry Vlissingen - Breskens                                        | Ferry      | provincie Zeeland       | 16-03-2011 | 31-12-2014 |

### Aanbestedingen

#### Veluwe
In 2004 deed BBA mee met de aanbesteding voor alle buslijnen op de Veluwe (Noordwest-Gelderland) incl. stadsdiensten Apeldoorn, Ede en Harderwijk en de busdiensten van de Valleilijn en Veluwelijn. BBA won deze concessie, ten koste van Connexxion en in 2007 ging de concessie over naar Veolia Transport, nadat BBA ophield met bestaan. In 2010 schreef Veolia in op de nieuwe concessie op de Veluwe. Op 3 maart 2010 werd bekend dat Syntus de aanbesteding had gewonnen.

#### Zeeland

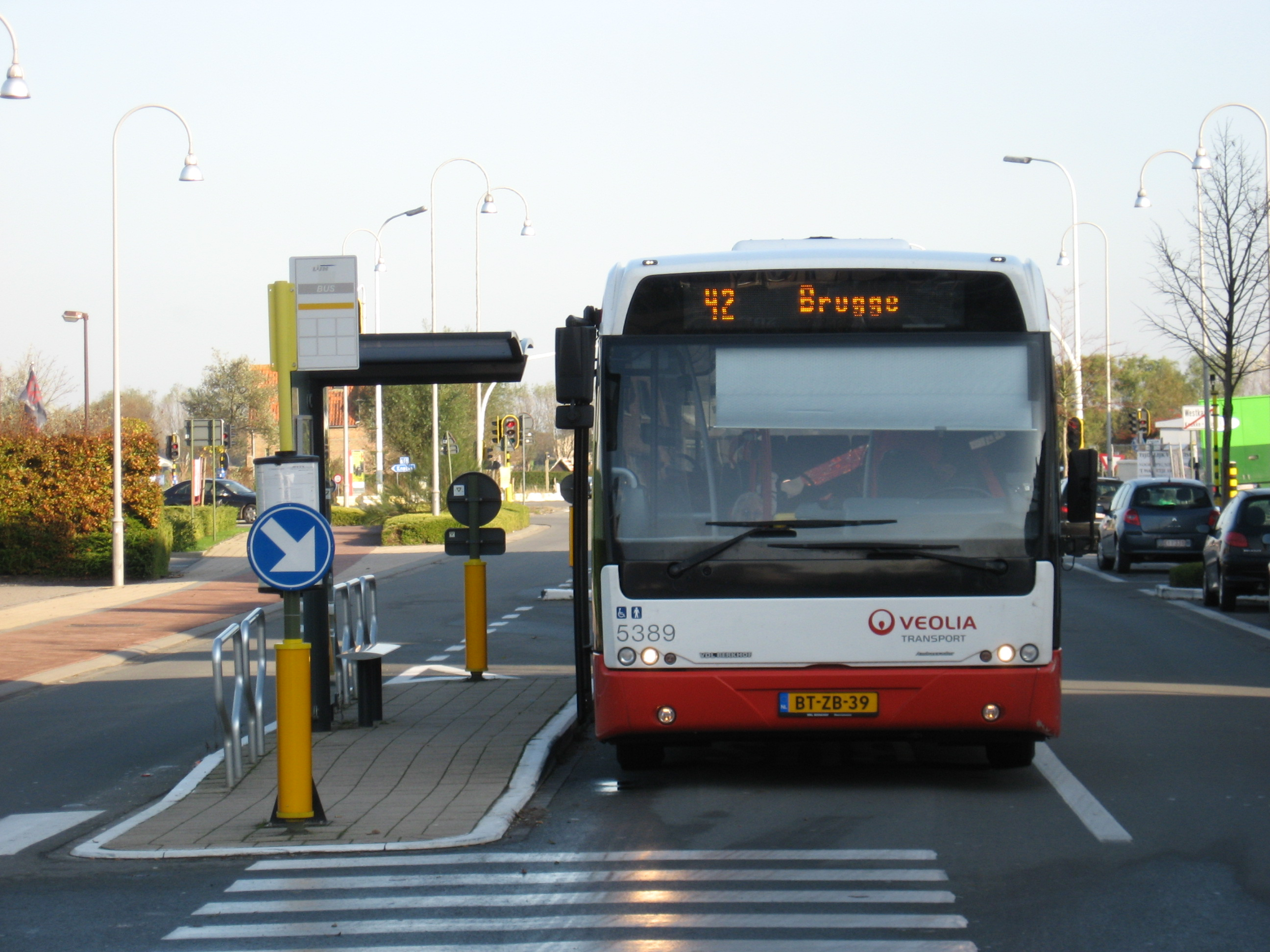
Een bus van Veolia Transport in Westkapelle (België), vallende onder de concessie voor Zeeuws-Vlaanderen.

In 2005 deed Veolia Transport mee met de aanbesteding van Zeeuws-Vlaanderen. Deze concessie werd in 2005 gegund aan Veolia Transport, die het stokje toen overnam van Connexxion. Bij de nieuwe aanbesteding in 2014 wordt de concessie Zeeuws-Vlaanderen samengevoegd met de andere concessies in Zeeland. Deze aanbesteding is gewonnen door Connexxion, die vanaf december 2014 in de hele provincie Zeeland is gaan rijden.
Veolia Transport had nog één andere concessie in Zeeland, namelijk de Fast Ferry Vlissingen - Breskens. Deze concessie werd in 2003 gewonnen door de BBA onder de naam BBA Fast Ferries. In 2006, met de ingang van de nieuwe dienstregeling werd de naam gewijzigd in Veolia Fast Ferries. De concessie eindigde per 31 december 2014. Sindsdien wordt het vervoer verzorgd door Westerschelde Ferry, een onderneming van de provincie Zeeland.

#### Noord-Brabant

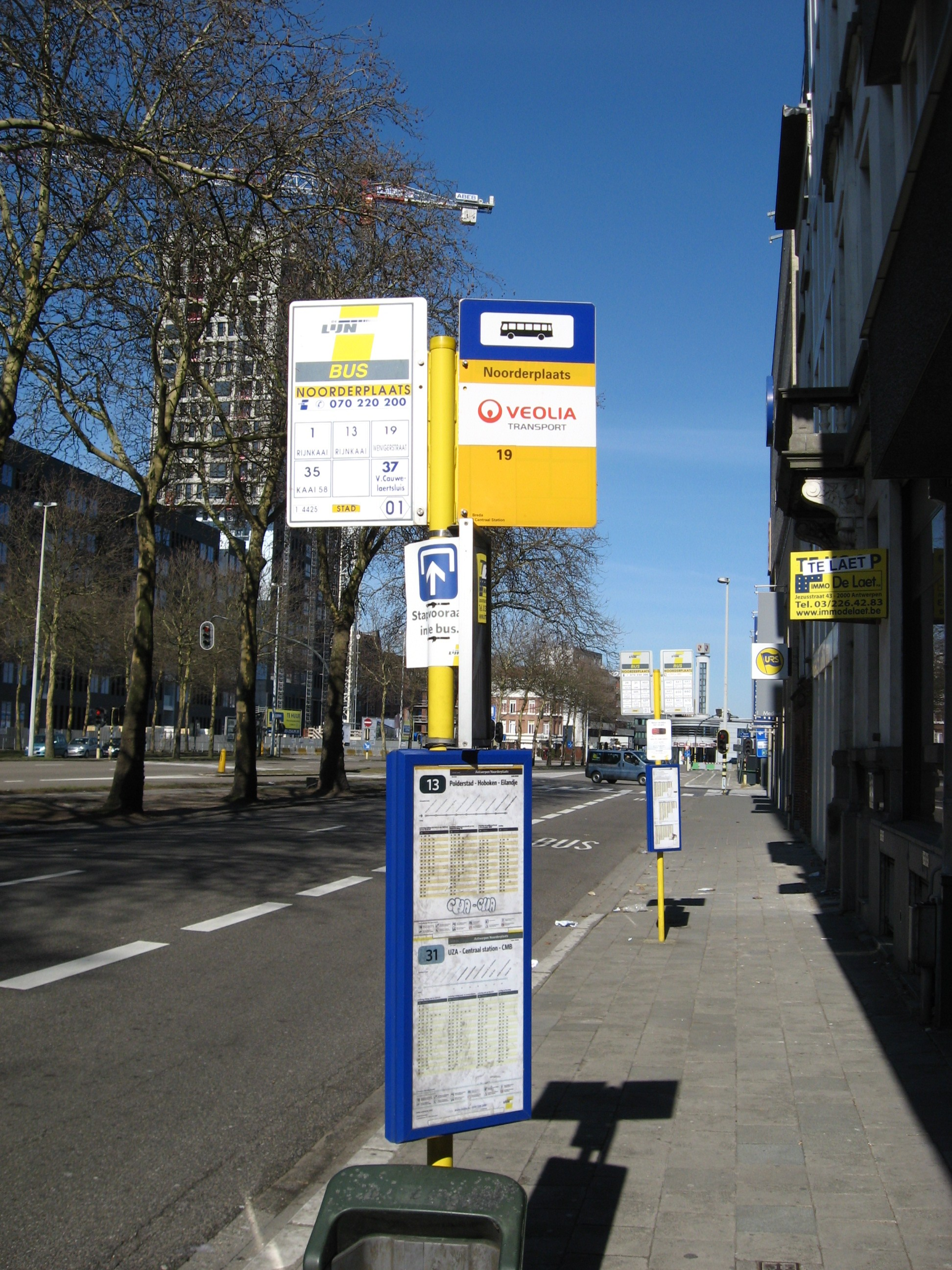
Haltepaal van Veolia in Antwerpen, voor de lijn 19, Breda - Hulst, die in Antwerpen twee haltes heeft. Internationale reizigers moeten een speciaal (duurder) vervoersbewijs kopen, daar het internationaal vervoer niet bij de concessie hoort.

De concessies in Noord-Brabant die tot dan toe door de BBA werden uitgevoerd, werden opnieuw aanbesteed. Bij de eerste aanbesteding in 2005 werden de concessies gegund aan Arriva (Interliner Breda/Oosterhout – Utrecht), Connexxion (Midden- en West-Brabant) en Hermes (Oost-Brabant).
Op 18 juli 2005 werd bekend dat de provincie een fout in de gunningsprocedure had gemaakt en dat Arriva ook winnaar was van de gunning voor het gebied Noordoost Noord-Brabant. BBA ging vanwege fouten in de procedure in beroep tegen de gunning aan de partijen Connexxion, Arriva en Hermes. Hieruit vloeide voort dat de aanbesteding opnieuw gedaan moest worden en de gewenste overgangsdatum (januari 2006) niet kon worden gehaald. De lopende concessies werden daarom met een jaar verlengd.
Juni 2006 werd de uitslag van de tweede aanbesteding bekend: BBA bleek alsnog buiten de boot te vallen, en de concessies werden per 10 december 2006 gegund aan Connexxion en Hermes.
In oktober 2006 kwam naar buiten dat Connexxion en Hermes een fout in hun offerte hadden gemaakt en zich wilden terugtrekken door dreigend miljoenenverlies. De provincie wilde dat Connexxion en Hermes zich zouden houden aan het contract en beide partijen spanden een rechtszaak aan. Hierdoor ontstonden er bij de buschauffeurs van BBA grote onduidelijkheden en onzekerheden over hun toekomst en er volgden acties. Op maandag 14 oktober werd het busvervoer in de ochtend plat gegooid in een wilde staking. In de avond reden de bussen weer en was het vervoer gratis ter compensatie van de niet aangekondigde staking. Er begonnen onderhandelingen tussen provincie, BBA, Hermes en Connexxion. Deze liepen op niets uit zodat de chauffeurs op 18 oktober weer gingen staken. De hele dag reed er geen bus. Op maandag 23 oktober en dinsdag 24 oktober werd er ook gestaakt, alleen in de ochtend- en middagspits reden er bussen. In de nacht van 24 op 25 oktober werd bekendgemaakt dat door alle partijen een nieuw plan goedgekeurd was. Hierdoor bleef BBA in Midden- en West-Brabant rijden en nam Arriva het vervoer in Noord-Oost Brabant per 10 december 2006 over van BBA. De naam BBA is in Midden- en West-Brabant verdwenen en de concessies werden voortaan met nieuw aangeschaft materieel (van Volvo en VDL) gereden onder de naam Veolia Transport. In 2007 stroomden langzamerhand bussen in met de voorgeschreven huisstijl van de provincie Noord-Brabant.
In 2008 deed Veolia Transport mee aan de aanbestedingen voor de concessie SRE, wat de stadsdienst van Eindhoven omvat en het streekvervoer in de Peel en de Kempen. Veolia Transport reed al onder de naam BBA in een deel van het gebied. In 2008 werd bekendgemaakt dat Hermes de aanbesteding won.
Op 23 oktober 2013 werd bekendgemaakt dat Veolia Transport zich ook op de nieuwe concessies in Noord-Brabant had ingeschreven. Veolia Transport spande echter nog wel een kort geding aan tegen de provincie Noord-Brabant over de financiële risico's door de onzekerheid over de OV-studentenkaart. Dit kort geding verloor Veolia Transport uiteindelijk. Op 17 december 2013 werd bekendgemaakt dat Arriva de concessie Oost-Brabant had gewonnen en Veolia Transport de concessie West-Brabant. Hiermee verloor Veolia Transport een aanzienlijk deel van haar vervoersgebied, namelijk de concessie Midden-Brabant, maar bleef ze toch rijden in de concessie West-Brabant, inclusief de Brabantliner. Voor de nieuwe concessie zou Veolia Transport 34 elektrische bussen aanschaffen voor de stadsdienst van Breda. Daarmee zou Breda de eerste stad van Europa worden waar volledig elektrisch zou worden gereden. Doordat de provincie Noord-Brabant een verkeerde formule had gebruikt bij de aanbesteding van de concessie West-Brabant, was Veolia Transport onterecht winnaar geworden van de concessie. Na een nieuwe berekening werd duidelijk dat Arriva de concessie West-Brabant had gewonnen en daarmee verloor Veolia Transport een groot deel van haar vervoersgebied.

#### Limburg

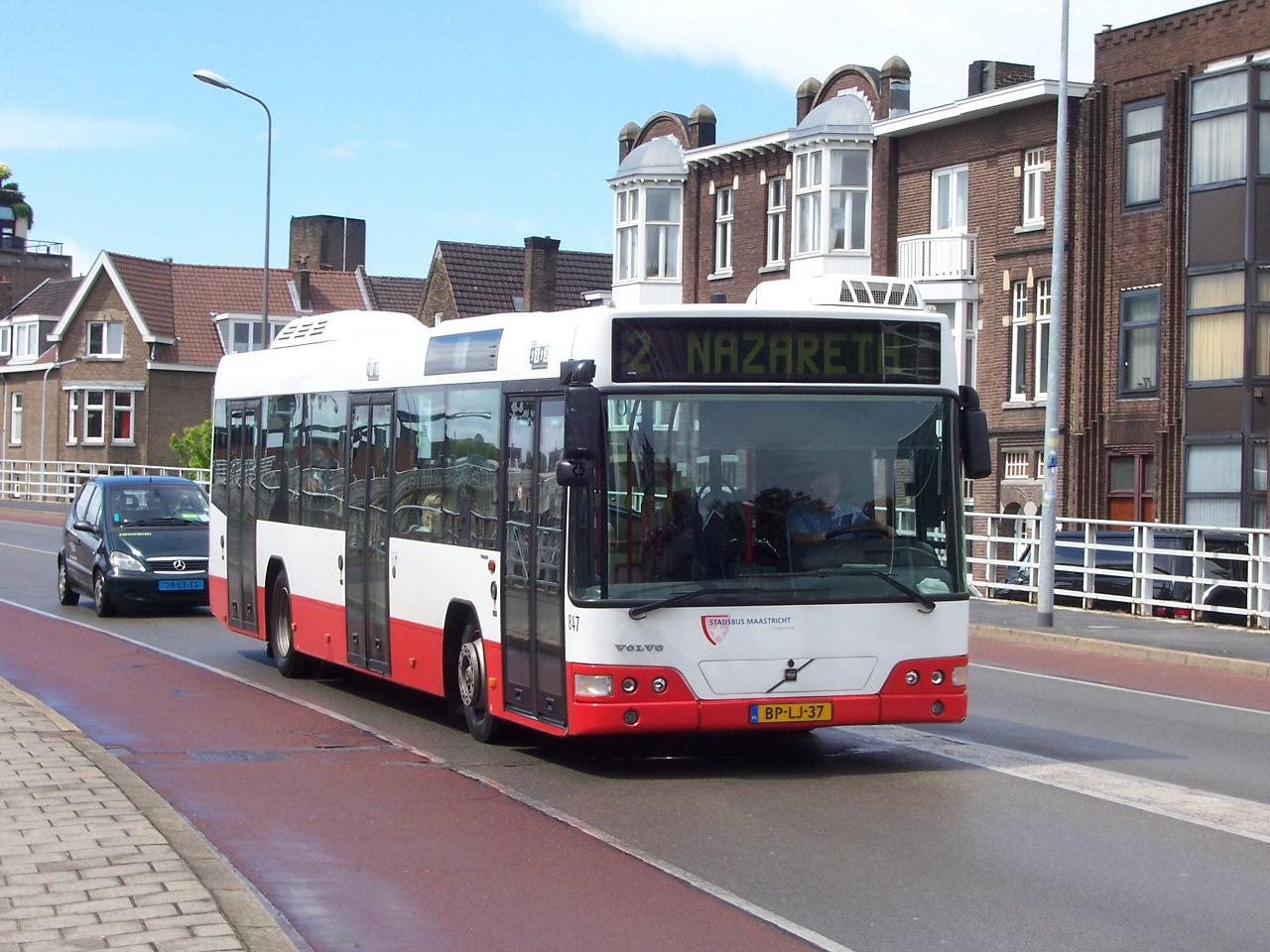
Stadsbus Maastricht ging in 2006 op in Veolia Transport.

Sinds 10 december 2006 is Veolia Transport Limburg de concessie Zuid-Limburg en de concessie Noord- en Midden-Limburg, omvattende al het busvervoer in de provincie Limburg, de regionale spoorlijnen Nijmegen – Roermond (de Maaslijn) en Maastricht – Kerkrade (de Heuvellandlijn) en het volledige Collectieve Vraagafhankelijke Vervoer in Limburg gaan uitvoeren. De twee concessies duurden allebei 10 jaar, tot 10 december 2016. De bedrijven Limex en Stadsbus Maastricht zijn in Veolia Transport Limburg opgegaan.

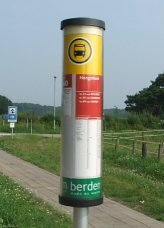
Haltepalen van Veolia Limburg

- Haltepalen Limburg

Alle ruim 3.500 haltepalen in Limburg werden door Veolia vervangen door hun zogenaamde "I-bus"-haltepalen. Hiervan werden 1.000 stuks uitgevoerd met digitale reisinfo. De nieuwe haltepaal was bij plaatsing echter geen erkende bushalte-paal, waardoor de regels die gelden voor een normale bushaltepaal niet voor de "I-bus"-haltepaal zouden gelden. Voorrang geven aan uitvoegende bussen hoefde daarom niet, en parkeren op de halteplaats was toegestaan. Vanaf 22 februari 2010 zijn de haltepalen van Veolia gelegaliseerd; voorrang geven aan wegrijdende bussen was vanaf dat moment weer verplicht.
- Maaslijn

Voor de spoorlijn Nijmegen – Roermond (Maaslijn) heeft Veolia 16 treinstellen van het type GTW laten bouwen door de Zwitserse fabrikant Stadler Rail. Deze treinen zijn eind 2007 geleverd en zijn bij Veolia Velios gedoopt. In het jaar voorafgaand aan de levering van deze treinstellen waren bij NS Wadlopers geleased. Nadeel was dat de wadlopers niet snel genoeg konden rijden voor de geplande dienstregeling. Daarom werd het station Blerick voorlopig uit de dienstregeling geschrapt. Vanaf 21 januari 2007 werd de dienstregeling aangepast aan de inzet van Wadlopers, en sindsdien wordt er weer gestopt in Blerick. Tussen oktober 2007 en maart 2008 zijn de Veliostreinen ingestroomd, waarmee de klachten over ondeugdelijk materieel tot het verleden behoren.
- Heuvellandlijn

Ook voor de spoorlijn Maastricht – Kerkrade (Heuvellandlijn) heeft Veolia GTW's besteld, maar nu in de elektrisch aangedreven variant. Gedurende de eerste twee jaar waren acht stellen Plan V (het materieel dat al op deze lijn ingezet werd) van NS beschikbaar.
- Klachten

De overnames door Veolia in Limburg leidde tot een aantal klachten, onder andere over de stelselmatige vertragingen op de Maaslijn (Nijmegen – Roermond). Er werden meldpunten geopend onder andere door SP en GroenLinks.
Veolia heeft daarop maatregelen genomen om de reizigers tegemoet te komen.
- Veolia Noord- en Midden-Limburg hebben de dienstregeling op 25 maart 2007 aangepast; een aantal routes is weer teruggebracht naar de situatie zoals die was in het Hermes-tijdperk.
- Veolia Zuid-Limburg heeft de dienstregeling op 24 juni 2007 aangepast; een aantal routes is weer teruggebracht naar de situatie zoals die was in het Hermes-tijdperk.
- Informatievoorzieningen op de haltes zijn in 2007 verbeterd.

In oktober 2013 werd bekendgemaakt dat Veolia Transport zich ook op de nieuwe concessie in Limburg had ingeschreven.
Vervoersbedrijf Veolia eiste op 13 september 2014 bij de Rechtbank Maastricht dat de Nederlandse Spoorwegen en haar dochterbedrijf Abellio zouden worden uitgesloten van deelname aan de aanbesteding van de OV-concessie Limburg. De rechtbank in Maastricht oordeelde op 16 oktober 2014 dat niet op voorhand kon worden beoordeeld of de NS door de provincie Limburg was bevoordeeld. Een eventuele voorsprong van de NS kon niet aan de provincie worden verweten, aldus de rechter. Er was geen reden om de NS uit te sluiten van de aanbesteding, luidde de conclusie. Tot 3 november 2014 konden gegadigden bieden.
Op 10 februari 2015 werd bekend dat de OV-concessie Limburg naar Abellio gaat. Op 5 maart 2015 werd bekendgemaakt dat NS de spoorwegwet had overtreden door haar macht te misbruiken en niet alle informatie te verstrekken naar haar concurrenten. De ACM had, na een klacht van Veolia een onderzoek ingesteld rondom de aanbesteding in Limburg. Arriva en Veolia maakten daarop bezwaar tegen de gunning en stapten naar de rechter. Op 6 maart 2015 werd ook bekend dat de NS, door middel van een rechtszaak de publicatie van het rapport van de ACM wou tegenhouden. ACM publiceerde daarop een deel van het rapport. Tegen het besluit van ACM stapte NS op 27 maart 2015 naar de rechter. Op 28 april 2015 werd bekendgemaakt dat de NS ingreep bij Qbuzz en Abellio, wegens onregelmatigheden rondom de aanbesteding van Limburg. Na een intern onderzoek werd bekend, dat Qbuzz onder andere vertrouwelijke informatie van een ex-Veoliamedewerker kreeg en een concurrentiebeding werd via een constructie omzeild. De provincie Limburg werd hierbij op de hoogte gesteld en NS zou de consequenties ook aanvaarden. Daarop eiste Veolia een nieuwe aanbesteding en zou naar de rechter stappen wanneer dit niet gebeurde. De provincie Limburg maakte op 29 april 2015 het contract met Abellio te verscheuren en naar een andere oplossing te gaan zoeken. Daarop maakte de NS bekend haar rol in het regionale vervoer te zullen herzien en bij een nieuwe aanbesteding mogelijk weer te zullen inschrijven. Het Openbaar Ministerie ging kijken of er een strafrechtelijk onderzoek gestart kon worden omtrent de aanbesteding. De nummer 2 in de aanbesteding, Arriva, maakte daarop bekend naar de rechter te stappen, als zij niet de concessie gegund kregen. Dit omdat Arriva de enige partij was die een geldig bod had gedaan. Veolia deed daarop aangifte tegen de spionerende oud-directeur. De provincie Limburg besloot op 1 juni 2015 dat de concessie alsnog naar Arriva ging.
De OV-concessie Limburg werd niet opnieuw aanbesteed. Op 6 oktober 2015 maakte het provinciebestuur dit oordeel bekend waarmee Arriva definitief de winnaar was van de concessie.
Op 14 april 2016 trok Veolia het bezwaar bij College van Beroep voor het bedrijfsleven in.

#### Zuid-Holland

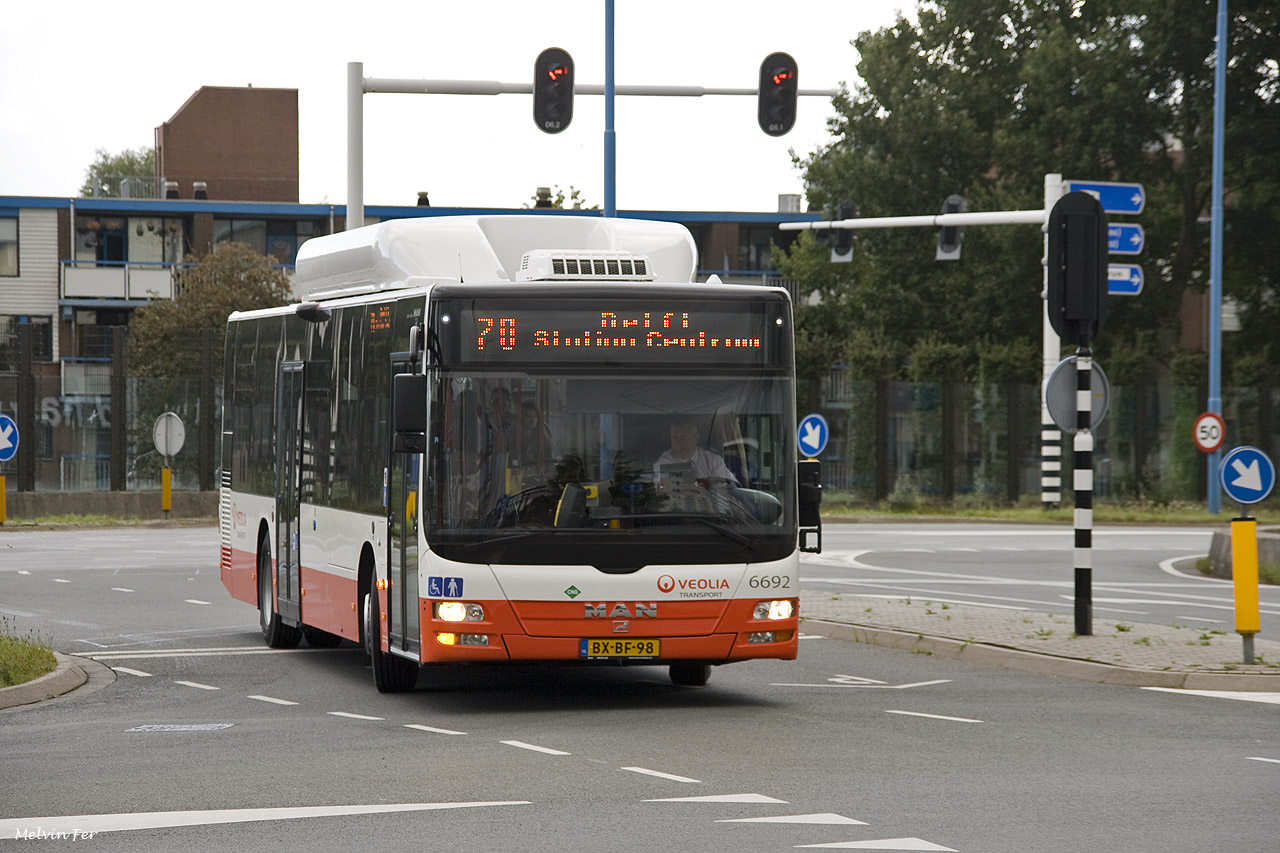
Veolia Transport MAN Lion's City CNG in Zoetermeer.

Op 1 september 2008 werd bekendgemaakt dat Veolia Transport het busvervoer in de regio Haaglanden per 30 augustus 2009 zou overnemen voor een periode van 8 jaar. Veolia kreeg met het winnen van deze openbare aanbesteding het busvervoer in de Haagse regio in handen, inclusief de stadsdiensten in Delft en Zoetermeer. Het vervoer in de gemeente Den Haag zelf was al eerder onderhands aanbesteed aan de HTM.
Naast Connexxion, tot dan toe de aanbieder van het streekvervoer in de regio Haaglanden, zag ook nieuwkomer Qbuzz de aanbesteding aan zijn neus voorbijgaan.
De OV-chipkaart werd ingevoerd. Als er een abonnement wordt opgeladen kreeg men in eerste instantie daarnaast nog wel een papieren bijlage (zichtexemplaar) ten behoeve van controles zonder leesapparatuur.
In april 2012 schreef Veolia Transport zich in op de aanbesteding van het stadsvervoer in Den Haag. In mei 2012 werd bekend dat HTMbuzz de aanbesteding had gewonnen. Veolia Transport had nog wel bezwaar getekend en een kort geding aangespannen tegen de deelname van HTM, maar verloor dat en de bezwaren werden weerlegd.
De concessie Haaglanden werd sinds 11 december 2016 weer gereden onder de naam Connexxion. (Tegenwoordig verzorgt vervoersbedrijf EBS de concessie Haaglanden.) Nadat Connexxion in 2016 het weer overnam is de naam Veolia Transport in Nederland verdwenen.

#### Noord-Holland
In 2006 deed Veolia Transport mee met de aanbesteding voor de veerdienst op het Noordzeekanaal tussen Amsterdam en Velsen. Vanaf 1 januari 2008 zou Veolia Transport Fast Ferries de concessie, die toen nog werd verzorgd door Connexxion Fast Flying Ferries, overnemen. Connexxion had hiertegen echter bezwaar aangetekend, omdat zij Veolia Transport verweet een niet reële inschrijving te hebben gedaan. De rechter heeft Connexxion hierin gelijk gegeven en besloten dat een deel van de aanbesteding overgedaan moest worden. De provincie Noord-Holland ging tegen deze uitspraak in beroep. Uiteindelijk moest de provincie de aanbesteding toch opnieuw doen en kwam er een tweede aanbestedingsronde, waarbij Veolia Transport zich terugtrok. De reden was dat Veolia Transport te weinig tijd had om nieuw materieel te kunnen aanschaffen, terwijl Connexxion nog gebruik kon maken van het bestaand materieel.

#### HSL Zuid
In 2006 schreef Veolia Transport in voor de concessie op de Hogesnelheidslijn Schiphol - Antwerpen. Bij deze aanbesteding werd Veolia Transport tweede. In juni 2013 werd echter bekendgemaakt dat Veolia nog wel wil meedingen bij een nieuwe aanbesteding.

#### Utrecht
In 2008 schreef Veolia Transport in voor de aanbesteding voor de concessie Utrecht van de provincie Utrecht. De concessie omvat het westelijk en (noord)oostelijk deel van de provincie inclusief de stadsdiensten in Amersfoort, Woerden en Soest, met uitzondering van het gebied van Bestuur Regio Utrecht (BRU). Veolia Transport reed al in het (noord)westelijke deel van de provincie onder de naam BBA. Deze aanbesteding werd echter gewonnen door Connexxion. Veolia Transport overwoog ook om zich in te schrijven op de concessie van Bestuur Regio Utrecht. Echter, wegens de korte duur van de concessie vond Veolia Transport het te risicovol om zich ook daar in te gaan schrijven als nieuwkomer in het gebied, om een goede organisatie op te kunnen zetten.

## Wagenparklijst bus
Hieronder het busmaterieel van Veolia Transport
In 2006 werd het materieel van onder andere BBA, Limex en SBM overgenomen. In die jaren reed BBA nog rond in de Veluwe, Zeeuws-Vlaanderen, Utrecht en Noord-Brabant Omdat in 2006 en 2007 men in Noord-Brabant bussen tekortkwam werd het oude materieel nog gehouden. Daarnaast werden ook enkele bussen gehuurd van Connexxion. Toen er voor Noord-Brabant nieuwe bussen kwamen werden de laatste bussen van vóór 2000, die nog in de concessie SRE de Kempen reden, vervangen door de wat jongere Mercedes-Benz Citaro's. Tot de instroom van nieuwe bussen reden de meeste bussen in Noord-Brabant nog rond met de stickers BBA. In de beginjaren reden onder Veolia vooral veel bussen rond van het merk Mercedes-Benz. Sinds 2006/2007 werd het aantal steeds minder en tegenwoordig rijden er vooral bussen van Volvo en VDL.
Status:
- Export = bus(serie) is geëxporteerd
- (export) = bus(serie) wordt geëxporteerd
- Afgevoerd = bus(serie) is gesloopt, geëxporteerd of naar een handelaar gebracht
- Verkocht = bus(serie) is verkocht aan een andere vervoerder in Nederland
- Opgelegd = bus(serie) is uit dienst gehaald (en staat bijvoorbeeld stil bij een busgarage van Veolia)

Soms staan er meer statussen bij één busserie. Dit betekent dat de status op een deel van de busserie van toepassing is, bijvoorbeeld een deel is geëxporteerd, terwijl een ander deel nog in gebruik is bij Veolia.

### Eigen materieel
| Series              | Bouwjaar                        | Merk            | Type                   | Status                   | Inzet                                                 | Opmerking | Afbeelding |
| ------------------- | ------------------------------- | --------------- | ---------------------- | ------------------------ | ----------------------------------------------------- | --- | ---------- |
| 1                   | 2003                            | Mercedes-Benz   | Sprinter               | Afgevoerd                |                                                       | Voormalig BBA Bus 03, droeg eerst nummer 3 en werd gebruikt als POD-bus |            |
| 03                  | 2003                            | Mercedes-Benz   | Sprinter               | Afgevoerd                |                                                       | Voormalig BBA Bus 03, droeg eerst nummer 3 en werd gebruikt als POD-bus |            |
| 5                   | 2003                            | Mercedes-Benz   | Sprinter               | Afgevoerd                |                                                       | Voormalig BBA Bus 03, droeg eerst nummer 3 en werd gebruikt als POD-bus |            |
| 8                   | 2000                            | Mercedes-Benz   | Sprinter               | Afgevoerd                |                                                       | Voormalig BBA en ex Hermes 1612. |            |
| 10                  | 2004                            | Mercedes-Benz   | Sprinter               | Afgevoerd                |                                                       | Voormalig BBA |            |
| 12-14               | 2004                            | Mercedes-Benz   | Sprinter               | Afgevoerd                |                                                       | Voormalig BBA |            |
| 16-20               | 2004                            | Mercedes-Benz   | Sprinter               | Afgevoerd                |                                                       | Voormalig BBA |            |
| 28                  | 1993                            | Mercedes-Benz   | Sprinter               | Afgevoerd                |                                                       | Voormalig BBA Droeg naast wagenparknummer 28, ook het nummer 2. Werd gebruikt als POD-bus |            |
| 36                  | 1996                            | Mercedes-Benz   | Sprinter               | Afgevoerd                |                                                       | Voormalig BBA Droeg naast wagenparknummer 36, ook het nummer 3. Werd gebruikt als POD-bus |            |
| 39                  | 1997                            | Mercedes-Benz   | Sprinter               | Afgevoerd                |                                                       | Voormalig BBA Nummer 48 werd gebruikt als POD-bus. |            |
| 48                  | 1997                            | Mercedes-Benz   | Sprinter               | Afgevoerd                |                                                       | Voormalig BBA Nummer 48 werd gebruikt als POD-bus. |            |
| 54-55               | 2000                            | Mercedes-Benz   | Sprinter               | Buiten dienst            |                                                       | Voormalig BBA |            |
| 57-63               | 2000                            | Mercedes-Benz   | Sprinter               | Buiten dienst            |                                                       | Voormalig BBA |            |
| 64                  | 2000                            | Mercedes-Benz   | Sprinter               | Afgevoerd                |                                                       | Voormalig BBA Nummer 69 werd gebruikt als POD-bus. Nummer 64 werd gebruikt als bus voor controleurs. |            |
| 67-69               | 2000                            | Mercedes-Benz   | Sprinter               | Afgevoerd                |                                                       | Voormalig BBA Nummer 69 werd gebruikt als POD-bus. Nummer 64 werd gebruikt als bus voor controleurs. |            |
| 77                  | 2002                            | Mercedes-Benz   | Sprinter               | Afgevoerd                |                                                       | Voormalig BBA |            |
| 80                  | 2002                            | Mercedes-Benz   | Sprinter               | Afgevoerd                | Voormalig BBA                                         | |            |
| 82                  | 2002                            | Mercedes-Benz   | Sprinter               | Afgevoerd                | Voormalig BBA Werd gebruikt als POD-bus.              | |            |
| 90                  | 2002                            | Mercedes-Benz   | Sprinter               | Afgevoerd                | Voormalig BBA                                         | |            |
| 92                  | 2002                            | Mercedes-Benz   | Sprinter               | Afgevoerd                | Voormalig BBA Werd gebruikt als POD-bus.              | |            |
| 94                  | 2002                            | Mercedes-Benz   | Sprinter               | Afgevoerd                | Voormalig BBA Is naar Van der Velde gegaan            | |            |
| 96                  | 2002                            | Mercedes-Benz   | Sprinter               | Afgevoerd                | Voormalig BBA Werd gebruikt als POD-bus.              | |            |
| 99                  | 2002                            | Mercedes-Benz   | Sprinter               | Afgevoerd                | Voormalig BBA Werd gebruikt als bus voor controleurs. | |            |
| 101-103             | 1987                            | Hainje          | CSA II                 | Afgevoerd                |                                                       | Voormalig BBA |            |
| 111                 | 1988                            | Hainje          | CSA II                 | Afgevoerd                |                                                       | Voormalig BBA |            |
| 111                 | 1988                            | Hainje          | CSA II                 | Afgevoerd                |                                                       | Voormalig BBA |            |
| 120                 | 1990                            | MAN             | NL 202                 | Afgevoerd                |                                                       | Voormalig NZH 2017 Werd gebruikt als infobus |            |
| 121                 | 2010                            | VDL             | Citea CLF 120.250      | Afgevoerd                |                                                       | Testbus |            |
| 121                 | 2015                            | VDL             | Citea SLF 120 Electric |                          |                                                       | Testbus |            |
| 143-167             | 2003                            | Van Hool        | A330                   | Afgevoerd/verkocht       |                                                       | Voormalig BBA |            |
| 160                 | 2012                            | Irisbus         | Crossway LE 12m        | Afgevoerd                |                                                       | Testbus |            |
| 168-176             | 2004                            | Van Hool        | A330                   | Export                   |                                                       | Voormalig BBA 168-174 werden van 2009 tot 2011 gebruikt voor de stadsdienst in Delft. |            |
| 200-201             | 2008                            | MAN             | Lion's City A78        | Buiten dienst            |                                                       | Voormalig Qbuzz 1091 en 1099. Zijn in 2014 buiten dienst gesteld. |            |
| 202                 | 2008                            | MAN             | Lion's City A78        | Buiten dienst            |                                                       | Voormalig Qbuzz |            |
| 250-256             | 2004                            | Volvo           | 7700                   | Afgevoerd                |                                                       | Voormalig BBA |            |
| 293                 | 1986                            | Hainje          | CSA II                 | Afgevoerd                |                                                       | Voormalig BBA |            |
| 300-302             | 2008                            | MAN             | Lion's City A78        | Buiten dienst            |                                                       | Ex Connexxion, zijn gekocht door TCR en reden in rood wit kleurstelling van Veolia Transport (concessie Haaglanden streek). |            |
| 303                 | 1990                            | Hainje          | ST2000                 | Afgevoerd                |                                                       | Voormalig BBA |            |
| 309-310             | 1990                            | Hainje          | ST2000                 | Afgevoerd                |                                                       | Voormalig BBA |            |
| 313-315             | 1990                            | Hainje          | ST2000                 | Afgevoerd                |                                                       | Voormalig BBA |            |
| 318                 | 1991                            | Hainje          | ST2000                 | Afgevoerd                |                                                       | Voormalig BBA. 331 reed bij Veolia Besloten Vervoer. |            |
| 320-331             | 1991                            | Hainje          | ST2000                 | Afgevoerd                |                                                       | Voormalig BBA. 331 reed bij Veolia Besloten Vervoer. |            |
| 361                 | 1996                            | Den Oudsten     | Alliance               | Afgevoerd                |                                                       | Voormalig BBA |            |
| 363-371             | 1996                            | Den Oudsten     | Alliance               | Afgevoerd                |                                                       | Voormalig BBA |            |
| 372-375             | 1997                            | Berkhof         | ST2000NL               | Afgevoerd                |                                                       | Voormalig BBA |            |
| 377-378             | 1997                            | Berkhof         | ST2000NL               | Afgevoerd                |                                                       | Voormalig BBA |            |
| 383-398             | 1999                            | Berkhof         | Premier LPG            | Afgevoerd                |                                                       | Voormalig BBA |            |
| 444-445             | 1991                            | Den Oudsten     | B88                    | Afgevoerd                |                                                       | Voormalig BBA |            |
| 447-449             | 1991                            | Den Oudsten     | B88                    | Afgevoerd                |                                                       | Voormalig BBA |            |
| 451-455             | 1991                            | Den Oudsten     | B88                    | Afgevoerd                |                                                       | Voormalig BBA |            |
| 459-460             | 1991                            | Den Oudsten     | B88                    | Afgevoerd                |                                                       | Voormalig BBA |            |
| 464                 | 1991                            | Den Oudsten     | B88                    | Afgevoerd                |                                                       | Voormalig BBA |            |
| 468                 | 1991                            | Den Oudsten     | B88                    | Afgevoerd                |                                                       | Voormalig BBA |            |
| 481                 | 1992                            | Berkhof         | ST2000                 | Afgevoerd                |                                                       | Voormalig BBA |            |
| 483                 | 1992                            | Berkhof         | ST2000                 | Afgevoerd                |                                                       | Voormalig BBA |            |
| 486-497             | 1992                            | Berkhof         | ST2000                 | Afgevoerd                |                                                       | Voormalig BBA |            |
| 498-508             | 1993                            | Berkhof         | 2000NL                 | Afgevoerd                |                                                       | Voormalig BBA |            |
| 509-516             | 1994                            | Berkhof         | 2000NL                 | Afgevoerd                |                                                       | Voormalig BBA |            |
| 517-536             | 1996                            | Berkhof         | 2000NL                 | Afgevoerd                |                                                       | Voormalig BBA |            |
| 568                 | 1989                            | Den Oudsten     | B88                    | Afgevoerd                |                                                       | Voormalig BBA |            |
| 593                 | 1991                            | Den Oudsten     | B88                    | Afgevoerd                |                                                       | Voormalig BBA |            |
| 601-602, 604-606    | 1992                            | Den Oudsten     | B88                    | Afgevoerd                |                                                       | Voormalig BBA |            |
| 611-635             | 2000                            | Mercedes-Benz   | Citaro                 | Export                   |                                                       | Voormalig BBA |            |
| 636-660             | 2001                            | Mercedes-Benz   | Citaro                 | Afgevoerd/verkocht       |                                                       | Voormalig BBA |            |
| 661-686             | 2002                            | Mercedes-Benz   | Citaro                 | Afgevoerd                |                                                       | Voormalig BBA. 661, 665, 676 en 679 rijden bij Veolia Besloten Vervoer. |            |
| 687-707             | 2001                            | Mercedes-Benz   | Citaro                 | Export                   |                                                       | 687-705 zijn voormalig BBA 706-707 zijn voormalig Limex 925-926 |            |
| 715-717, 719        | 1994                            | Berkhof         | 2000NL                 | Afgevoerd                |                                                       | Voormalig BBA. 715-716 reden bij Veolia Besloten Vervoer. |            |
| 720-725             | 1995                            | Den Oudsten     | B88                    | Afgevoerd                |                                                       | Voormalig BBA. 720 reed bij Veolia Besloten Vervoer. |            |
| 731-737             | 2000                            | Mercedes-Benz   | Integro                | Afgevoerd/Export         |                                                       | Voormalig BBA 737 deed dienst in België |            |
| 738-740             | 2001                            | Mercedes-Benz   | Integro                | Afgevoerd                |                                                       | Voormalig BBA |            |
| 741-751             | 2000                            | Mercedes-Benz   | Integro                | Afgevoerd                |                                                       | Voormalig BBA |            |
| 801-810             | 2003                            | Mercedes-Benz   | Citaro                 | Afgevoerd                |                                                       | Voormalig BBA |            |
| 821-825             | 1990                            | Berkhof         | ST2000                 | Afgevoerd                |                                                       | Voormalig BBA |            |
| 831-850             | 2002                            | Van Hool        | AG300                  | Export/Afgevoerd         |                                                       | Voormalig BBA 831-835 reden t/m 2009 in Zuid-Limburg Enkele bussen werden in 2009 per trein geëxporteerd naar Slowakije. |            |
| 901-902             | 2004                            | VDL Berkhof     | Ambassador 200         | Afgevoerd                |                                                       | Voormalig BBA |            |
| 961-968             | 1989                            | Den Oudsten     | B88                    | Afgevoerd                |                                                       | Voormalig BBA |            |
| 983                 | 1990                            | Den Oudsten     | B88                    | Afgevoerd                |                                                       | Voormalig BBA |            |
| 1149-1150           | 2006                            | Mercedes-Benz   | Sprinter               | Buiten dienst            |                                                       | Voormalig Continental Breda en daarvoor Ed Slangen 259-260 |            |
| 1152                | 2006                            | Mercedes-Benz   | Sprinter               | Buiten dienst            |                                                       | Voormalig BBA |            |
| 1500                | 2006                            | Mercedes-Benz   | Sprinter               | Afgevoerd                |                                                       | Voormalig BBA |            |
| 1501-1510           | 2004                            | Mercedes-Benz   | Sprinter               | Afgevoerd                |                                                       | Voormalig BBA |            |
| 1514, 1516-1518     | 2005                            | Mercedes-Benz   | Sprinter               | Afgevoerd                |                                                       | Voormalig BBA |            |
| 1519-1531           | 2006                            | Mercedes-Benz   | Sprinter               | Buiten dienst            |                                                       | Voormalig BBA De 1524 is naar Van der Velde gegaan |            |
| 1530-1531           | 2009                            | Mercedes-Benz   | Sprinter               | Buiten dienst            |                                                       | Voormalig Connexxion/Novio 7331 en 7333 |            |
| 1532-1535           | 2006                            | Mercedes-Benz   | Sprinter               | Buiten dienst            |                                                       | Voormalig BBA |            |
| 1533                | 2009                            | Mercedes-Benz   | Sprinter               | Buiten dienst            |                                                       | Voormalig Novio 7330 |            |
| 1534                | 2011                            | Mercedes-Benz   | Sprinter               | Buiten dienst            |                                                       | |            |
| 1536-1541           | 2006                            | Mercedes-Benz   | Sprinter               | Afgevoerd                |                                                       | Voormalig BBA |            |
| 1536-1537           | 2009                            | Mercedes-Benz   | Sprinter               | Buiten dienst            |                                                       | Voormalig Connexxion |            |
| 1538                | 2008                            | Mercedes-Benz   | Sprinter               | Buiten dienst            |                                                       | Voormalig Connexxion |            |
| 1542-1597           | 2007                            | Mercedes-Benz   | Sprinter               | Buiten dienst            |                                                       | De 1593 is naar Van der Velde gegaan |            |
| 1713                | 2002                            | Berkhof         | Jonckheer              | Afgevoerd                |                                                       | Voormalig Novio en daarvoor Hermes |            |
| 3001-3013           | 1999                            | Berkhof         | ST2000 Viking          | Export                   |                                                       | Voormalig BBA en daarvoor Connex Danmark. Serie kwam niet volledig in dienst, alleen de 3001-3003, 3010 en 3013 hebben voor Veolia gereden. De rest bleef in de garage staan. |            |
| 3787-3800           | 2004/2005                       | Volvo           | 7700                   | Buiten dienst            |                                                       | Voormalig SBM Voormalig 9840-9853 3788 werd omgebouwd tot fluisterbus en verkocht aan Syntus. 3788-3790, 3796-3797 rijden bij Sieswerda. 3794, 3795 en 3800 reden bij Veolia Besloten Vervoer.                                                                                           |            |
| 3801-3828           | 2004                            | Volvo           | 7700                   | Afgevoerd                |                                                       | Voormalig BBA. 3809 verkocht aan Nobina en verbouwd tot hybride bus 3810 werd verkocht aan Syntus |            |
| 3829-3867           | 2006                            | Volvo           | 7700                   | Buiten dienst            | Stadsdienst Maastricht                                | |            |
| 3868-3942           | 2007                            | Volvo           | 7700                   | Buiten dienst            |                                                       | Reden op de stadsdienst van Bergen op Zoom, Breda, Roosendaal en Tilburg Zijn eind 2014 buiten dienst gesteld en naar het Volvo terrein in Oosterhout gebracht. |            |
| 3943                | 2013                            | Volvo           | 7900 Hybrid            | Buiten dienst            | Stadsdienst Breda                                     | Proefbus voor op de stadsdienst van Breda. Nadat Arriva de stadsdienst van Breda in 2014 heeft overgenomen is het onbekend wat er met deze bus gebeurd is. |            |
| 4601-4602           | 2006                            | Optare          | Solo                   | Verkocht                 |                                                       | Voormalig BBA Verkocht aan Zwaluw Reizen die de bussen gebruikte voor lijn 120 (Gorinchem - Werkendam) in opdracht van Veolia. |            |
| 4603                | 2009                            | Mercedes-Benz   | Sprinter City          | Verkocht                 |                                                       | |            |
| 4604-4617           | 2009                            | Mercedes-Benz   | Sprinter               | Retour leasemaatschappij |                                                       | 4608-4617 waren verkocht/verhuurd aan Tourquase die de bussen gebruikte voor lijnen in Haaglanden in opdracht van Veolia. |            |
| 4618-4619           | 2010                            | Mercedes-Benz   | Sprinter City          | Buiten dienst            |                                                       | |            |
| 4620-4641           | 2012                            | Mercedes-Benz   | Sprinter City          | Buiten dienst            | Limburg                                               | |            |
| 5001-5049           | 2004                            | VDL Berkhof     | Ambassador 200         | Afgevoerd/verkocht       |                                                       | Voormalig BBA 5015, 5020, 5030, 5033, 5035, 5040, 5041, 5045, 5046 en 5049 reden bij Veolia Besloten Vervoer. 5001-5003, 5017, 5029, 5036 en 5048 werden verkocht aan Syntus, maar zijn daar inmiddels buiten dienst en afgevoerd. Bus 5015 werd nog regelmatig ingezet in West-Brabant. |            |
| 5050-5052           | 2005                            | VDL Berkhof     | Ambassador 200         | Afgevoerd/verkocht       |                                                       | Voormalig BBA Reden bij Veolia Besloten Vervoer. |            |
| 5053-5057           | 2006                            | VDL Berkhof     | Ambassador 200         | Buiten dienst            |                                                       | Voormalig BBA. Reden tot eind 2014 in Noord-Brabant. De 5053, 5055-5057 rijden sinds eind 2016 bij Arriva. |            |
| 5058-5117           | 2006                            | VDL Berkhof     | Ambassador 200         | Buiten dienst            |                                                       | De 5058, 5066, 5070, 5080 en 5107 zijn tijdelijk naar Syntus Utrecht gegaan. |            |
| 5118-5242           | 2006                            | VDL Berkhof     | Ambassador 200         | Buiten dienst            |                                                       | De 5139 is naar TCR gegaan. De 5143, 5123, 5206, 5142, 5090, 5181, 5195, 5155, 5236, 5122, 5235, 5145, 5152, 5179 en 5119 zijn tijdelijk naar Syntus Utrecht gegaan. |            |
| 5243-5322           | 2007                            | VDL Berkhof     | Ambassador 200         | Buiten dienst            |                                                       | Werden tot eind 2014 ingezet in Noord-Brabant. De 5243-5302 reden in Limburg. De 5319-5321 werden doorverkocht aan Zwaluw Reizen. De 5283 is tijdelijk naar Syntus Utrecht gegaan |            |
| 5323-5342           | 2007                            | VDL Berkhof     | Ambassador 200         | Verkocht                 | Volans-lijnen                                         | Deze serie is in 2015 grotendeels verkocht aan Connexxion voor het gebruik ervan in de regio Gooi en Vechtstreek. |            |
| 5343-5363           | 2007                            | VDL Berkhof     | Ambassador 200         | Afgevoerd/verkocht       | Brabantliner + streekdienst Noord-Brabant             | De 5343-5356 zijn verkocht aan Connexxion De 5357-5363 reden in Limburg. |            |
| 5364-5367           | 2007                            | VDL Berkhof     | Ambassador 200         | Buiten dienst/verkocht   |                                                       | 5367 reed tot eind 2014 bij Zwaluw Reizen op lijnen in opdracht van Veolia. |            |
| 5368-5391           | 2008                            | VDL Berkhof     | Ambassador 200         | Buiten dienst            | Zeeuws-Vlaanderen, Noord-Brabant & Limburg            | Werden tot eind 2014 in Zeeuws-Vlaanderen ingezet. Enkele bussen werden ook in Noord-Brabant ingezet. Deze bussen reden sinds 2014 in Limburg. |            |
| 5392-5393           | 2004                            | VDL Berkhof     | Ambassador 120         | Buiten dienst            |                                                       | Voormalig Syntus 5301-5302 en daarvoor 1482-1483. |            |
| 5396                | 1996                            | Den Oudsten     | B96                    | Afgevoerd                |                                                       | Voormalig Huther & Junkes (DE). Deed alleen dienst bij BBA, maar wel met bestickering van Veolia Transport. |            |
| 5397-5398           | 1997                            | Den Oudsten     | B96                    | Afgevoerd                |                                                       | Voormalig Huther & Junkes (DE). Deden alleen dienst bij BBA, maar wel met bestickering van Veolia Transport. |            |
| 5399                | 1995                            | Den Oudsten     | B90                    | Afgevoerd                |                                                       | Voormalig Voyages Simon (L). Deed alleen dienst bij BBA, maar wel met bestickering van Veolia Transport. |            |
| 5401-5465           | 2004                            | Mercedes-Benz   | Citaro                 | Export                   |                                                       | Voormalig BBA |            |
| 5401-5454           | 2012                            | VDL Bus & Coach | Citea LLE 120.225      | Naar Connexxion          | Limburg                                               | Zijn medio 2015 naar Connexxion gegaan voor gebruik in de concessie HWGO |            |
| 5801-5810           | 2006                            | Volvo           | 8700                   | Buiten dienst            | Zeeuws-Vlaanderen & Limburg                           | Deze serie reed tot eind 2014 in Zeeuws-Vlaanderen. De 5801-5807 rijden sinds 2015 in Limburg. Deze bussen zijn in december 2016 buiten dienst gegaan. |            |
| 5811-5827           | 2007                            | Volvo           | 7700A                  | Buiten dienst            | Noord-Brabant                                         | Hebben een afwijkend interieur en huisstijl dan diens soortgenoten uit de serie 5828-5858. Eind 2014 Buiten dienst gegaan nadat de concessies in Noord-Brabant naar Arriva zijn gegaan.                                                                                                  |            |
| 5828-5858           | 2007                            | Volvo           | 7700A                  | Buiten dienst            |                                                       | Reden op de streekdienst en op de stadsdienst van Tilburg en Breda. Eind 2014 buiten dienst gegaan nadat de concessies in Noord-Brabant naar Arriva zijn gegaan. |            |
| 5859-5883           | 2009                            | Volvo           | 8700                   | Buiten dienst/verkocht   | Brabantliner                                          | Eind 2014 uit dienst gegaan nadat de concessies in Noord-Brabant naar Arriva zijn gegaan. De 5869 en 5878 zijn overgegaan naar AMZ Borssele en vernummerd naar 447 en 448. De 5860 en 5870 zijn naar Arriva gegaan en vernummerd naar 7761 en 7762.                                      |            |
| 5884                | 2013                            | Volvo           | 8900                   | Buiten dienst            | Streekdienst                                          | Eind 2014 uit dienst gegaan nadat de concessies in Noord-Brabant naar Arriva zijn gegaan. Testbus |            |
| 6609-6615           | 2006                            | MAN             | Lion's City A23        | Verkocht                 | Valleilijn                                            | Voormalig BBA Verkocht aan Syntus |            |
| 6631-6758           | 2009                            | MAN             | Lion's City A21        | Verkocht                 |                                                       | De 6745 is afgevoerd na een brand. De 6632-6635, 6638-6645, 6648-6654, 6656-6657, 6659-6674, 6678-6712, 6714-6718, 6720-6744, 6746-6749 en 6751-6758 zijn na 11 december 2016 overgegaan naar Connexxion. De 6637, 6719, 6646, 6750, 6713, 6636 zijn naar Syntus gegaan.                 |            |
| 6759-6765           | 2010                            | MAN             | Lion's City A23        | Verkocht                 |                                                       | Kwamen ter vervanging van de Van Hool AG300 serie 831-835. In december 2016 zijn deze bussen uit dienst gegaan en verdeeld over diverse vervoerders: - 6759 - 6760 zijn naar TCR gegaan. - 6761, 6763 - 6764 zijn naar Arriva gegaan - 6762 en 6765 zijn naar Pouw Vervoer gegaan        |            |
| 9101-9115           | 2001                            | Mercedes-Benz   | Citaro                 | Afgevoerd                |                                                       | Voormalig SBM |            |
| 9116-9120           | 2003                            | Mercedes-Benz   | Citaro                 | Afgevoerd                |                                                       | Voormalig SBM |            |
| 9840-9853           | 2004: 9840-9848 2005: 9849-9843 | Volvo           | 7700                   | Omgenummerd              |                                                       | Voormalig SBM 840-853. Werden omgenummerd in 3787-3800. |            |
| 9902, 9907          | 1995                            | Berkhof         | ST2000NL               | Afgevoerd                |                                                       | Voormalig Limex 902 en 907, daarvoor Arriva en daarvoor Vancom. |            |
| 9919                | 2004                            | Mercedes-Benz   | Sprinter               | Afgevoerd                |                                                       | Voormalig Limex 919 |            |
| 9920-9924           | 2002                            | Mercedes-Benz   | Conecto                | Export                   |                                                       | Voormalig Limex 920-924. Waren bij aflevering in 2002 oorspronkelijk bedoeld voor Connex West-Vlaanderen |            |
| 9927-9929           | 2005                            | Mercedes-Benz   | Integro                | Export                   |                                                       | Voormalig Limex 927-929. |            |
| 17-SB-NF - 18-SB-NF | 2005                            | Mercedes-Benz   | Sprinter               | Buiten dienst            |                                                       | Ex CTS 43479, 43488 |            |
| 19-RD-PL            | 2005                            | Mercedes-Benz   | Sprinter               | Buiten dienst            |                                                       | Ex CTS 42838 |            |
| 54-NK-RN            | 2003                            | Mercedes-Benz   | Sprinter               | Buiten dienst            |                                                       | Ex CTS 42654 |            |
| 81-LN-TR            | 2003                            | Mercedes-Benz   | Sprinter               | Buiten dienst            |                                                       | Ex CTS 42526 |            |
| 81-LN-TR            | 2004                            | Mercedes-Benz   | Sprinter               | Buiten dienst            |                                                       | Voorheen Connexxion 7360, daarvoor CTS 42796 |            |

### Gehuurde bussen
Vanwege een tekort aan bussen in Noord-Brabant werden enkele bussen gehuurd van Connexxion. Deze bussen werden afgevoerd na instroom van nieuw materieel. Daarnaast werd er ook een bus gehuurd van Connexxion voor de concessie op de Veluwe. Deze bus deed dienst op de Valleilijn en werd gehuurd vanwege de aanhoudende problemen met de MAN Lion's City bussen die daar rond reden. De bus werd na afloop van de concessie overgenomen door Syntus en, nadat de problemen waren verholpen, afgevoerd.
| Series                                             | Bouwjaar | Merk        | Type           | Status    | Inzet        | Opmerking                                                                 | Afbeelding |
| -------------------------------------------------- | -------- | ----------- | -------------- | --------- | ------------ | ------------------------------------------------------------------------- | ---------- |
| 1305                                               | 1996     | Den Oudsten | B89            | Afgevoerd |              |                                                                           |            |
| 2418-2419, 2452, 2454, 2485, 2486-2488, 2493, 2536 | 1999     | Den Oudsten | B95            | Afgevoerd |              |                                                                           |            |
| 2623-2625, 2641-2642                               | 2000     | Den Oudsten | B95            | Afgevoerd |              |                                                                           |            |
| 7800                                               | 2000     | Berkhof     | Duvedec geleed | Verkocht  | Valleilijn   | Verkocht aan/overgebracht bij Syntus. Werd gehuurd voor op de Valleilijn. |            |
| 7829, 7831-7832                                    | 2000     | Berkhof     | Duvedec geleed | Afgevoerd |              |                                                                           |            |
| 9043-9045, 9048, 9052, 9056                        | 1999     | Berkhof     | Duvedec geleed | Afgevoerd |              |                                                                           |            |
| 9067-9087                                          | 1999     | Berkhof     | Duvedec geleed | Afgevoerd | Brabantliner |                                                                           |            |

## Veolia Rail

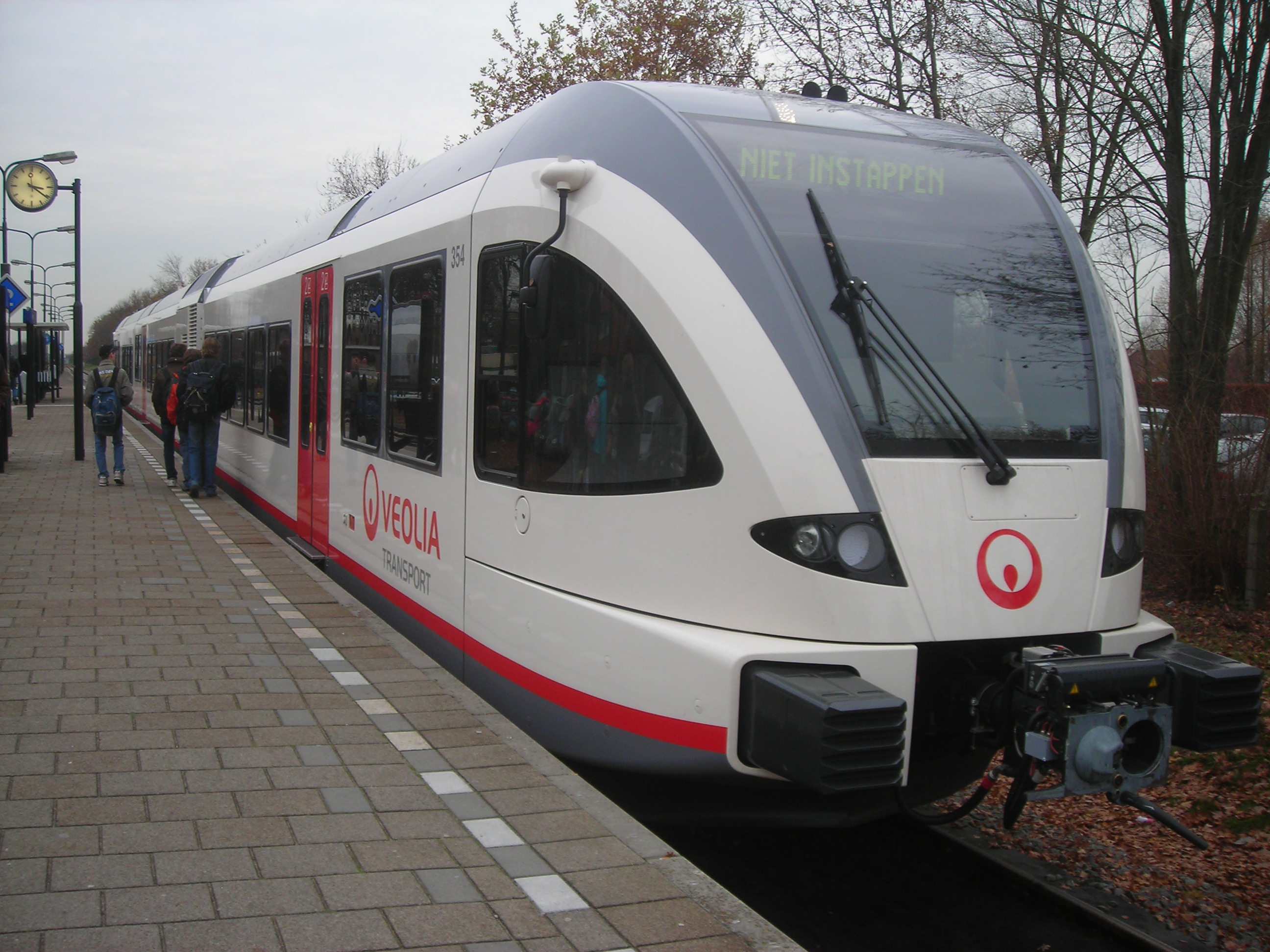
Een Velios-trein van Veolia Transport.

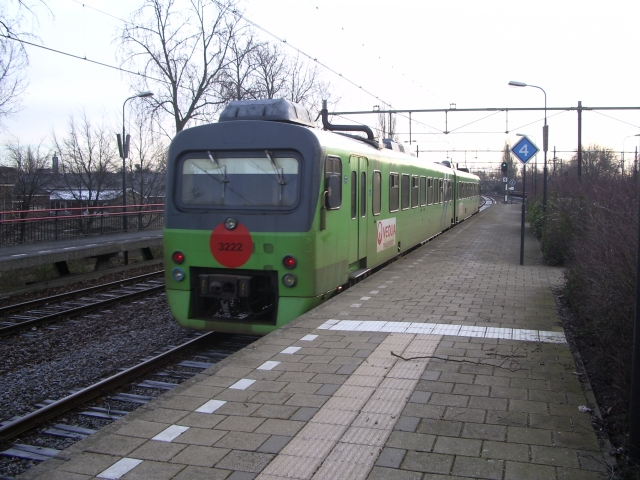
Wadloper van Veolia in de kleuren van NoordNed op station Blerick.

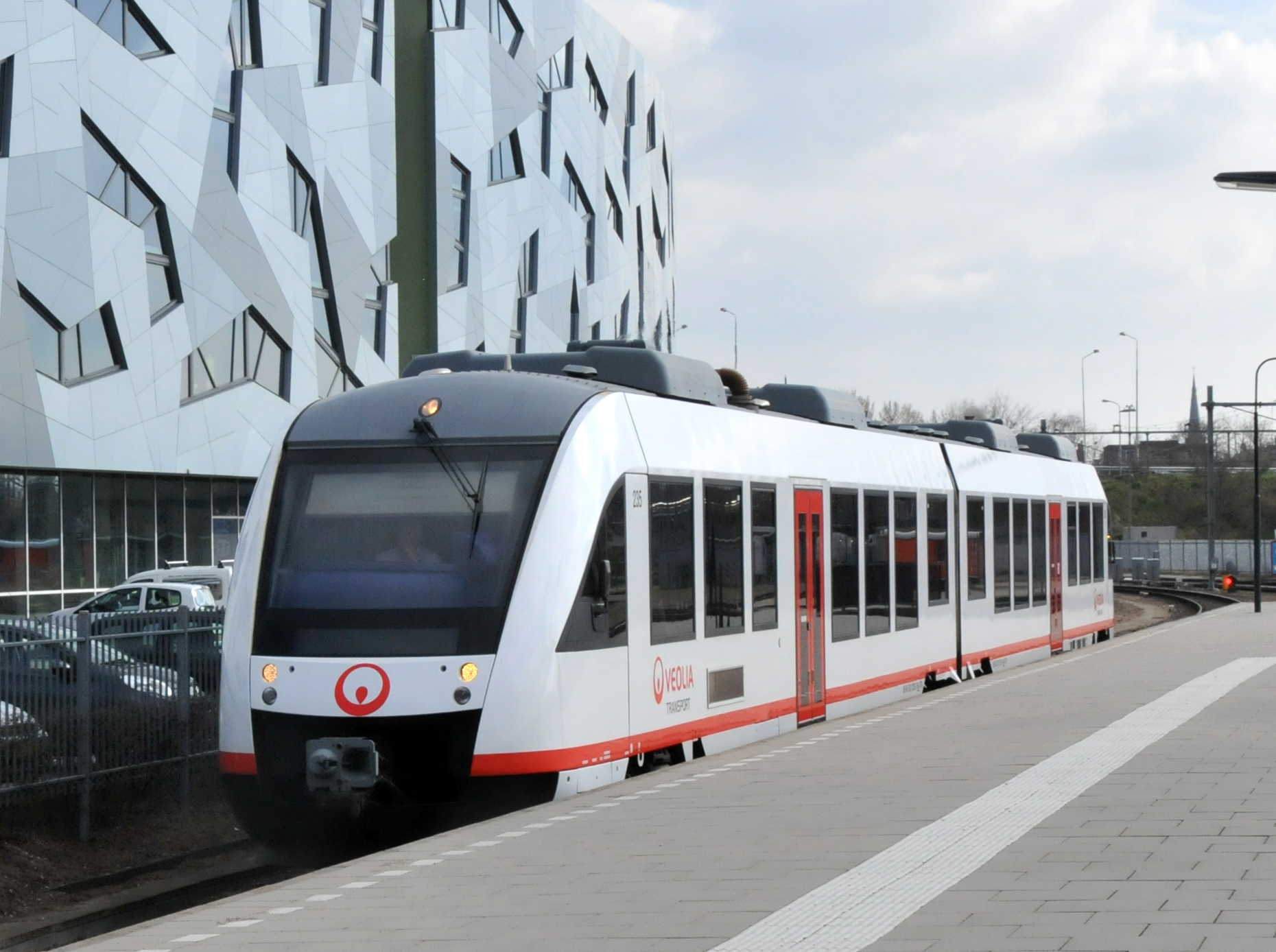
Een LINT van Veolia Transport op station Nijmegen

### Ontwikkeling
Op 15 april 2006 reed Veolia Transport haar eerste trein sinds 1999, een ketelwagentrein met biobrandstof. Toen nog onder de naam Connex maar intussen onder de nieuwe naam Veolia Transport. Vanaf december 2006 werd Veolia Transport weer actief in het reizigersvervoer, op de Maaslijn en de Heuvellandlijn, als onderdeel van een OV-concessie in de provincie Limburg. Voor het goederenvervoer werd door Veolia Transport een aparte dochteronderneming opgestart, Veolia Cargo Nederland BV.

### Materieel
Veolia beschikte tot eind 2016 over dieseltreinstellen en elektrische treinstellen van het type GTW voor de exploitatie van de Maaslijn en de Heuvellandlijn, bij Veolia Velios genoemd. Vanaf oktober 2014 beschikte Veolia Transport tevens over Lint 41 materieel dat vooral ingezet werd op de Maaslijn in de spitsuren. In verband met materieelschaarste waren sinds september 2015 twee treinstellen, de 5045 en 5046, gehuurd van Breng. Zij reden op de Maaslijn Nijmegen - Venlo - Roermond. De treinen hadden in het begin (2007) stelnummers met drie cijfers beginnend met een 2, later werd er een 7 voor gezet.
| Stelnummer | Naam              | Treintype                                | Concessiestandplaats | Opmerking                                                                                  |
| ---------- | ----------------- | ---------------------------------------- | -------------------- | ------------------------------------------------------------------------------------------ |
| 235        | Geen naam         | Coradia Lint 41/H                        | Maaslijn             | ex Syntus 35                                                                               |
| 237        | Geen naam         | Coradia Lint 41/H                        | Maaslijn             | ex Syntus 37                                                                               |
| 7201       | Jan van Kuyk      | Stadler GTW-DMU 2/6                      | Maaslijn             |                                                                                            |
| 7202       | Pater Karel       | Stadler GTW-DMU 2/6                      | Maaslijn             |                                                                                            |
| 7203       | Bart Brentjens    | Stadler GTW-DMU 2/6                      | Maaslijn             |                                                                                            |
| 7204       | Mat Vestjens      | Stadler GTW-DMU 2/6                      | Maaslijn             |                                                                                            |
| 7205       | Jan Klaassens     | Stadler GTW-DMU 2/6                      | Maaslijn             |                                                                                            |
| 7206       | Jan Linders       | Stadler GTW-DMU 2/6                      | Maaslijn             |                                                                                            |
| 7351       | Willem Nijholt    | Stadler GTW-DMU 2/8                      | Maaslijn             |                                                                                            |
| 7352       | Joris Ivens       | Stadler GTW-DMU 2/8                      | Maaslijn             |                                                                                            |
| 7353       | Jack Poels        | Stadler GTW-DMU 2/8                      | Maaslijn             |                                                                                            |
| 7354       | Titus Brandsma    | Stadler GTW-DMU 2/8                      | Maaslijn             |                                                                                            |
| 7355       | Connie Palmen     | Stadler GTW-DMU 2/8                      | Maaslijn             |                                                                                            |
| 7356       | Chriet Titulaer   | Stadler GTW-DMU 2/8                      | Maaslijn             |                                                                                            |
| 7357       | Gé Reinders       | Stadler GTW-DMU 2/8                      | Maaslijn             | Voorheen 7207                                                                              |
| 7358       | Pierre Cnoops     | Stadler GTW-DMU 2/8                      | Maaslijn             | Voorheen 7208                                                                              |
| 7359       | Pierre Cuypers    | Stadler GTW-DMU 2/8                      | Maaslijn             | Voorheen 7209                                                                              |
| 7360       | Wilhelm Tell      | Stadler GTW-DMU 2/8                      | Maaslijn             | Voorheen 7210, 400e GTW gebouwd door Stadler                                               |
| 10-5045    | Foto van reiziger | Stadler GTW-DMU 2/8 (in Breng huisstijl) | Maaslijn             | Treinstel is van dochtermaatschappij Breng en werd tijdelijk ingezet op de Maaslijn        |
| 10-5049    | Foto van reiziger | Stadler GTW-DMU 2/8 (in Breng huisstijl) | Maaslijn             | Treinstel is van dochtermaatschappij Breng en werd tijdelijk ingezet op de Maaslijn        |
| 7501       | Pieke Dassen      | Stadler GTW-EMU 2/6                      | Heuvellandlijn       |                                                                                            |
| 7502       | Jo Coenen         | Stadler GTW-EMU 2/6                      | Heuvellandlijn       |                                                                                            |
| 7503       | Beppie Kraft      | Stadler GTW-EMU 2/6                      | Heuvellandlijn       |                                                                                            |
| 7504       | Sint Servaas      | Stadler GTW-EMU 2/6                      | Heuvellandlijn       |                                                                                            |
| 7505       | Sjeng Kremers     | Stadler GTW-EMU 2/6                      | Heuvellandlijn       |                                                                                            |
| 7651       | Sjef Diederen     | Stadler GTW-EMU 2/8                      | Heuvellandlijn       | Betrokken geweest bij een ernstig treinongeval op 8 december 2009 in Houthem-Sint Gerlach. |
| 7652       | Jac. P. Thijsse   | Stadler GTW-EMU 2/8                      | Heuvellandlijn       |                                                                                            |
| 7653       | André Rieu        | Stadler GTW-EMU 2/8                      | Heuvellandlijn       |                                                                                            |

Daarvoor heeft Veolia Transport ook met ander materieel gereden. Tijdens de startfase op de maaslijn is er gebruikgemaakt van DH1 en DH2 materieel ook wel de Wadloper (bij Veolia Maashopper) genoemd, op de heuvellandlijn is in de beginperiode gebruikgemaakt van Mat64. Tevens heeft Veolia Transport in de periode van 1 november 2008 t/m 20 november 2009 en 6 september 2010 t/m 17 december 2010 gebruikgemaakt van een gehuurde DM90 van NS Financial Services Company.

## Reistijd Magazine
Veolia Transport Nederland lanceerde in september 2010 een eigen reizigersmagazine onder de naam Reistijd. Dit magazine werd viermaal per jaar in een oplage van 40.000 exemplaren verspreid in de voer- en vaartuigen van Veolia. Het magazine werd uitgegeven in opdracht van Veolia Transport Nederland en bevatte derhalve ook informatie van en over Veolia Transport. In het laatste magazine werd teruggeblikt op de afgelopen 10 jaar en werd "Limburg bedankt" voor het vertrouwen.

## Handhaving
Het Besluit buitengewoon opsporingsambtenaar Veolia Transport Nederland 2010 regelde de opsporingsbevoegdheid van controleurs van Veolia. Bij een strafbeschikking incasseerde het Centraal Justitieel Incassobureau de boete.

## Voetnoten
1. ↑  Veolia verkoopt aandelen Connexxion-moeder Transdev Gepubliceerd op 02-10-2018 om 09:00
2. ↑  30% meer openbaar vervoer in Zuidoost-Brabant - Hermes wint aanbesteding openbaar vervoer SRE (28 januari 2008)
3. ↑  Arriva, Syntus en Veolia bieden op busvervoer Provincie Noord-Brabant (23 oktober 2013)
4. ↑  Veolia, Syntus en Arriva bieden op busvervoer Noord-Brabant OVpro.nl (24 oktober 2013)
5. ↑  Veolia verliest kort geding over OV-studentenkaart bij busconcessie OVpro.nl (16 oktober 2013)
6. ↑  Veolia onterecht winnaar busvervoer West-Brabant Treinreiziger.nl
7. ↑  Concessie West-Brabant alsnog gegund aan Arriva Treinreiziger.nl
8. ↑  NU.nl: Haltepalen Veolia in Limburg ongeldig.
9. ↑  Verkeersnet.nl: Veolia-haltepalen mogen toch.
10. ↑  SP Venray opent meldpunt WMO en Veolia
11. ↑  Veolia eist uitsluiting van NS bij aanbesteding Limburg
12. ↑  NS mag meedingen naar openbaar vervoer Limburg
13. ↑  Abellio neemt Limburgs OV over van Veolia 1Limburg
14. ↑  ACM: NS overtreedt spoorwegwet bij OV-concessie Limburg
15. ↑  Arriva en Veolia naar rechter over ov Limburg
16. ↑  NS verhindert publicatie kritisch rapport - Arriva en Veolia naar rechter
17. ↑  NS naar rechter vanwege besluit ACM
18. ↑  NS grijpt in bij dochteronderneming Qbuzz
19. ↑  Veolia eist nieuwe aanbesteding vanwege fraude bij NS-dochter
20. ↑  Provincie verscheurt vervoerscontract met Abellio
21. ↑  Justitie kijkt naar aanbesteding openbaar vervoer
22. ↑  Nieuwe aanbesteding is aan Arriva niet besteed
23. ↑  Veolia doet aangifte tegen spionerende oud-directeur
24. ↑  Arriva gaat openbaar vervoer in Limburg verzorgen
25. ↑  Limburg verklaard bezwaren Veolia ongegrond, OV-concessie definitief naar Arriva
26. ↑  Veolia verwerft concessie busvervoer Haaglanden (NRC.nl)
27. ↑  Stadsgewest weerlegt eisen Veolia rond aanbesteding Stadsgewest Haaglanden (27 maart 2012)
28. ↑  https://web.archive.org/web/20161002022022/http://mrdh.nl/system/files/vergaderstukken_/07.5%20Voorstel%20Veolia%20voor%20verlenging%20concessie%20Haaglanden%20Regio_0.pdf
29. ↑  Veolia hoopt op nieuwe kans aanbesteding HSL Volkskrant (4 juni 2013)
30. ↑  Kritiek Veolia op aanbesteding OV AD (1 april 2008)